# Sandy Wenderhold
Sandy Wenderhold (Amsterdam, 29 februari 1968) is een Nederlandse zakenvrouw.
Sandy Wenderhold is directeur en enige aandeelhouder van porno-uitgeefconcern Sansyl te Uitgeest. De voorloper van het bedrijf Sansyl werd in 1968 opgericht door haar vader, Jan Wenderhold. Het bedrijf is vernoemd naar zijn dochters Sandy en Sylvana. In 1998 werd Sandy Wenderhold hoofdredacteur van het pornoblad Chick en algemeen directeur van Sansyl.
Diverse pornobladen werden met succes uitgegeven. In 2015 bracht Sandy Oh magazine op de markt. Een baanbrekend erotisch tijdschrift voor vrouwen met lef. Oh magazine is genomineerd geweest voor de Mercur Artdirection van het jaar 2016. 
Tegenwoordig is Sansyl digitaal een marktleider, websites als Secretfriends en Clubsweethearts spreken voor zich. Sinfulxxx is DUSK award winner best Porna 2016 en heeft vele Xbiz nominaties op naar naam. 
Wenderhold, die naar eigen zeggen nogal preuts is, is moeder van vier zoons. In haar jeugd tenniste zij en daarmee behoorde ze tot de top van Nederland, maar het vele reizen beviel haar niet.Sinds 2010 woont ze samen met voormalig honkbal international, Paul Nanne, hij is vader van twee dochters en een zoon.